# Dioon mejiae
Dioon mejiae Standl. & L.O. Williams, 1951 è una cicade della famiglia delle Zamiaceae, endemica dell'Honduras.

## Descrizione
È una specie con portamento arborescente, con fusti alti circa 1 m.

Le foglie, disposte a corona all'apice del fusto, sono lunghe 100–200 cm e sono composte da 230-260 foglioline lineari-lanceolate, di consistenza coriacea, di colore verde brillante, lunghe 12–22 cm, inserite sul rachide con un angolo di circa 180°.

È una specie dioica, con coni maschili fusiformi, di colore grigio-bruno, lunghi 30–80 cm e 8–10 cm di diametro, e coni femminili ovoidali, lunghi 30–50 cm, con diametro di 20–30 cm.

I semi sono globosi, lunghi 40–50 mm, rivestiti di un tegumento di colore bianco-crema.

## Distribuzione e habitat
L'areale di questa specie è ristretto all'Honduras ed in particolare ai dipartimenti di Colòn, Olancho e Yoro.

## Conservazione
La IUCN Red List classifica D. mejiae come specie a rischio minimo (Leas Concern).

La specie è inserita nella Appendice II della CITES.